# 薔薇族
《薔薇族》是日本一本月刊雜誌，於1971年創刊，是日本首本男色主题的同志雜誌，高峰期曾創出3萬冊的人氣紀錄，不過自網絡普及化，踏入21世紀，《薔薇族》的銷量不斷下跌，總編輯伊藤文學於2004年首次提出休刊，後來經歷三休三復，至2016年仍然發行中，只是影響力已經大不如前。